# Kunstbetrieb
Als Kunstbetrieb werden zusammenfassend (oft scherzhaft, abwertend oder kritisch) der Alltag in der Welt der bildenden Kunst und seine wirtschaftlichen, sozialen und kulturellen Zusammenhänge, Rituale und Konventionen bezeichnet. Er ist der soziale und institutionelle Zusammenhang, in dem Zeitgenössische Kunst, ihre Organisation, Vermittlung und ihre Rezeption aktuell überwiegend stattfinden. Der Kunstbetrieb findet somit statt zwischen den Polen Kunstproduktion und Rezeption bzw. Kunstkonsum.

## Mikrokosmos Kunstbetrieb
Im Zentrum des Kunstbetriebs steht der Künstler, in seinem Kampf um sein Werk, um seine jeweiligen Auffassungen oder Ideale, um Fördergelder, wichtige Ausstellungen, Rang und Anerkennung, Verkäufe.
Weitere wichtige Figuren und Kräfte im Kunstbetrieb sind z. B.
- der Professor an der Kunstakademie, oft ein Künstler, der selbst mit seinem Namen für eine bestimmte Kunstauffassung und -richtung steht und dessen Schüler ihm in diesen Auffassungen häufig folgen, bzw. diese weiterentwickeln (Meisterschüler) und von ihm zu Karrierebeginn protegiert werden,
- der Kulturpolitiker, der Einfluss auf die Förderung der Künste ausübt und zwischen den unterschiedlichen an die Kulturpolitik gestellten Forderungen auf der einen und der Realität beschränkter finanzieller Mittel auf der anderen Seite einen Kompromiss finden muss,
- der Kurator, der im Auftrag einer Institution Kunstausstellungen kuratiert, also entwirft, organisiert, verwaltet und betreut und einzelne Künstler so fördert; der Beruf gewinnt zunehmend an Einfluss im Kunstbetrieb, der Kurator wird zum Metakünstler, die Ausstellung zur individuellen Collage aus Kunstwerken und Positionen Anderer,
- der Galerist, dessen Interesse hauptsächlich in einem hohen Marktwert der von ihm vertretenen Künstler besteht, er entdeckt und vermarktet den Künstler,
- der Sammler, der Genuss und persönliches Prestige für sich durch eine besonders geschmackvolle, kluge oder ausgefallene Auswahl der gesammelten Kunstwerke erhofft, sodann
- der Kunst- und Kultursponsor, dessen Engagement oft erst die Durchführung künstlerischer Projekte ermöglicht, von denen er sich in der Folge ein bestimmtes Image oder eine Imageaufbesserung seines Unternehmens in der Öffentlichkeit verspricht,
- der Kunstkritiker, der Kunstwerke und Künstlerstrategien analysiert, beschreibt und propagiert und dabei möglichst große Deutungshoheit besitzt oder erwirbt,
- die Kunstzeitschrift und Kunstfachzeitschrift, die u. a. sehr dicht am aktuellen Kunstgeschehen zeitnah Trends aufgreifen oder auch begrenzt setzen und lenken können,
- der Kunstbuchverlag, dessen Spezialgebiet die Veröffentlichung von Titeln zur Bildenden Kunst in Form von Büchern, Bildbänden, Katalogen und Broschüren ist,
- die Kunstforen, die sich der Förderung von Bildender Kunst und Literatur durch Ausstellungen, Lesungen und Tagungen widmen
- Kunstorganisationen wie Berufsverbände, Vereine, Stiftungen oder Institute, die ihre Interessen im Bereich der Kunst vertreten sowie
- das übrige, exklusive und interessierte Publikum, die Gesamtheit der Rezipienten.

Ihr Zusammenspiel als für den Laien undurchschaubares Geflecht und ihre Konflikte machen den Kunstbetrieb als Ganzes aus: Junge Künstler entwickeln verschiedene neue Positionen oder Markenzeichen, oder greifen erfolgreiche oder vergessene Strategien oder Ästhetiken in ihrer Arbeit auf. Galeristen oder Kunstkritiker werden durch Akademienrundgänge, persönliche Bekanntschaft oder Empfehlung auf sie aufmerksam und fördern sie selektiv entsprechend ihrer eigenen ästhetischen Positionierung. Kuratoren stellen sie aus und propagieren dabei auch ihre eigenen Themen und Sichtweisen auf Kunst und interagieren mit Galerien. Galerien und Sammler sind auf Wertsteigerung ihrer Werke angewiesen und üben wiederum durch ihre Kaufkraft Einfluss auf die „Angebote“ der Künstler auf den Kunstmarkt aus. Etablierte Moden oder Strömungen müssen sich behaupten und abgrenzen.
Immaterielle Kunst oder solche, die sich auf andere Weise einer kommerziellen Verwertung als handelbare Ware entziehen will, kann derzeit größtenteils nur öffentlich gefördert existieren. Förderungen wiederum werden häufig auch durch persönliche Beziehungen zwischen Künstler und Vergabegremien bestimmt (Kritiker fordern deshalb z. B. anonyme Bewerbungen bei Ausschreibungen). Voneinander abhängige oder befreundete Künstler, Galeristen, Kuratoren und Sammler bilden häufig eine Art Kartell. Die Gefahr dabei ist, dass die eigentlichen Inhalte und Fragestellungen der Ästhetik (vgl. Kunsttheorie) in den Hintergrund rücken können bzw. zum Vehikel von Kämpfen um Verteilung von Geld und Macht werden.
Orte des Kunstbetriebs sind das Feuilleton und die Fachpresse, die Kulturpolitik, die Kunstakademie, der White Cube (z. B. Vernissage in Kunstverein), die Kunstmesse, das Museum. Diskussionsgegenstände sind der Kunstbegriff, Inhalte und Strategien von Kunst, oder Rang, Leistung und Bedeutung einzelner Künstler, Sammler, Kunstkritiker oder Leiter von Institutionen, erzielte Verkäufe und andere finanzielle oder politische Fragen.
Der Kunstbetrieb ist für seine Kritiker teils gekennzeichnet durch Eitelkeit, Neid, Missgunst und Konkurrenzdenken der verschiedenen Teilnehmer, teils aber auch durch Kreativität und Kooperation.

## Immanente Kritik
In der leicht verächtlichen Rede vom Kunstbetrieb findet auch eine Enttäuschung oder ein Bedauern darüber Ausdruck, dass die Welt der Kunst, die oft mit hehren Erwartungen an Wesen und Tugenden der handelnden Protagonisten verbunden ist, so sehr durch solch profane Dinge wie Konkurrenzkämpfe, Intrigen, Korruption und Nepotismus gekennzeichnet ist.
Hierfür werden häufig Kulturpolitik und Kunstmarkt mit ihren jeweiligen Anforderungen an die Kunst verantwortlich gemacht, andererseits existiert auch eine gängige Meinung, der zufolge all dies nie anders gewesen sei und quasi schon in der Natur der Sache, bzw. des Menschen liege.
Der Kunstbetrieb sei von der Gesellschaft größtenteils abgeschottet, er sei Angelegenheit einer wohlhabenden Elite, der er zum Distinktionsgewinn diene, seine Diskussionen seien hermetisch und selbstbezogen.
Da der Kunstbetrieb sehr berechenbar sei, wenn man ihn eine Weile studiert habe, sei es möglich, ihn als Betriebssystem Kunst (ähnlich wie das Betriebssystem eines Rechners) zu nutzen und auch in ähnlicher Weise zu hacken.
Der Kunstkritiker Matthias Dusini warf dem etablierte Kunstbetrieb vor, Tabus aufzurichten: „gesellschaftliche Tabus [werden] neuerdings nicht von zornigen Künstlern, sondern von biederen Bankern und Botschaftern gebrochen“.

## Jenseits des Kunstbetriebs
Künstlerische subversive Gegenstrategien und Versuche der Flucht aus dem Kunstbetrieb finden sich z. B. teilweise bei der Pop-Art und Land-Art, beim erweiterten Kunstbegriff der Aktionskunst (z. B. Cornelia Sollfrank, Park Fiction oder hyperart - frichter) und in einer institutionskritischen Konzeptkunst/Kunstkritik (wie z. B. bei Daniel Buren, Andrea Fraser oder annette hollywood), sowie bei Produzentengalerien, in Subkultur- und Underground (Kunst), in Digitaler Kunst und der Kunst im öffentlichen Raum. Erste Versuche, dem allgemeinen Kunstbetrieb entgegenzuwirken oder sich dem Kunstmarkt zu entziehen, gab es bei Schwitters (Merz) und später durch die Fluxus Künstler. In der heutigen Zeit (seit 1970) kann die Performance eine künstlerische Art und Weise bzw. ein künstlerisches Mittel sein, sich dem Kunstbetrieb zu entziehen.

## Geschichte
Die erste systematische Analyse des Kunstbetriebs und seiner Kunst ist in der künstlerischen Arbeit Kunst und Alltag zwischen 1981 und 1988 des Künstlers und Autors Hans-Peter Porzner zu erkennen. Das entscheidende Wort Betriebssystem Kunst stammt indes von Thomas Wulffen. Es war Porzner, der mit seinem imaginären Museum für Moderne Kunst München und einer Fülle von Kunstvereins- und Museumsausstellungen zwischen 1995 und 2000 den Kunstbetrieb auf sich selbst im Sinne einer Dauer-Reflexion aufmerksam machte. Damit wurde weiterhin die Grenze zwischen Kunst und Philosophie überschritten. Insofern ist Kunstbetriebskunst mehr als Konzeptkunst. Die ersten, die das auf Museumsebene erkannt haben, waren Peter Friese und Thomas Deecke, die 1995 dem Museum für Moderne Kunst München die erste reale Ausstellung Goya im Neuen Museum Weserburg Bremen, das sich heute Weserburg Museum für moderne Kunst nennt, einräumten. In der Folge kam es auch in der Weserburg zu einer Reihe von Ausstellungen zum Thema Kunstbetrieb und Institutionenkritik. Hier ist besonders die von Thomas Deecke kuratierte Ausstellung Originale echt/falsch. Nachahmung, Kopie, Zitat, Aneignung, Fälschung in der Gegenwartskunst in der Weserburg (1999) zu nennen. Hans-Peter Porzner, Thomas Wulffen, Peter Friese und Thomas Deecke waren hier jedoch nicht die einzigen, die an diesem Thema arbeiteten. Hier sind mit gleicher Intensität Andrea Fraser, Isabelle Graw, der Ausstellungsmacher und Theoretiker Helmut Draxler u. a. zu nennen.

## Bedeutung für Wahrnehmung von Kunst
Nach neueren Forschungserkenntnissen spielt das Umfeld in Form des Kontexteffekts eine große Rolle bei der Wahrnehmung und Bewertung von Kunstwerken. So wurden Gemälde unterschiedlichster Stilrichtungen bei Präsentation in einem klassischen Museumskontext besser bewertet und als interessanter eingestuft als Präsentation derselben Kunstwerke in einem sterilen Laborkontext. Während die genauen Ergebnisse mit dem Kunststil schwankten, zeigte sich in der Gesamtbetrachtung, dass der Kontexteffekt eine wichtigere Rolle spielte als der Echtheitseffekt (also die Unterscheidung, ob das Kunstwerk im Original oder als Kopie präsentiert wurde). Vor dem Hintergrund dieser Forschungsergebnisse erwächst dem Kunstbetrieb über die Gestaltung des Präsentationskontextes eine hohe Bedeutung für die Wahrnehmung des einzelnen Kunstwerks.

## Studium
Das Berufsbild und die Kenntnisse eines Kulturmanagers sowie den Aufbau und Ablauf von Kunst- und Kulturbetrieben werden in Kulturmanagement-Studiengängen vermittelt. Einige der Kulturmanagement-Studiengänge gehen auch in den Modulplänen genauer auf Kunstbetriebe ein, wie z. B. der Masterstudiengang Kultur und Management an der Hochschule Zittau/Görlitz.